# Telerentola
Telerentola è stato un programma televisivo italiano andato in onda su LA7 la domenica in prima serata a partire dal 1º luglio al 19 agosto 2001 per otto puntate, con la conduzione di Roberta Lanfranchi.

## La trasmissione
Tra le prime produzioni di prima serata realizzate da LA7, emittente nata esattamente una settimana prima del debutto della trasmissione dalle frequenze di Telemontecarlo, si proponeva come un clip show satirico basato sul format francese Drôle de zapping, prodotto originariamente da Case Productions e riadattato in Italia dalla Aran Endemol; si trattava di una trasmissione incentrata sugli aspetti più bizzarri dei programmi televisivi in onda in tutto il mondo.
Sottotitolo della trasmissione era "La TV fuori di zucca".
In ogni puntata, la conduttrice Roberta Lanfranchi lanciava, da uno studio allestito da Emanuela Trixie Zitkowsky come se fosse una regia televisiva, dei filmati di bloopers, errori sportivi e giornalistici e spezzoni considerati trash di trasmissioni televisive straniere (prevalentemente provenienti da Gran Bretagna, Giappone e Paesi Bassi). La conduttrice, vestita con una fluorescente minigonna di plastica, interagiva in studio con alcuni attori comici, insieme ai quali realizzava degli sketch; nel cast della trasmissione erano presenti Pasquale Bevilacqua, le Gretel & Gretel (Michela Andreozzi e Francesca Romana Zanni), Alessandra Ierse e Paolo Migone.
La Lanfranchi, insieme agli attori comici, giudicavano i filmati più stravaganti, obbligando i "colpevoli" a subire delle punizioni, spesso eseguite in studio.